# 中国地震灾害防御中心
中国地震灾害防御中心（英語：China Earthquake Disaster Prevention Center），简称震防中心，是中国地震局直属事业单位。该中心于2006年9月28日成立，前身是中国地震局地震工程研究中心。震防中心负责全国地震灾害防御发展规划调研、地震安全性评价技术标准管理、重点地区地震构造调查及基础探测工作。震防中心承担中国地震局宣教中心职责。

## 历史
2000年全国防震减灾工作会议上提出，“要建立健全地震监测预报、震灾防御、应急救援三大工作体系”。2006年9月28日，中国地震局决定，不再保留中国地震局地震工程研究中心，以原中国地震局地震工程研究中心、中国地震局地球所仪器厂、中国地震局宣教中心及北京香山地震综合实验台等4个单位为主整合组建 “中国地震灾害防御中心”，作为全国地震灾害防御与地震安全性评价主管单位。
2017年7月，根据中国地震局的决定，将原属震防中心管理的地震计量业务划归中国地震局第一监测中心管理。全国地震计量技术委员会秘书处改由中国地震局第一监测中心挂靠管理，并同时组建国家地震计量站。

## 职能
中国地震灾害防御中心共有8项职能，主要涵盖地震灾害防御发展规划调研、地震安全性评价技术标准管理、重点地区地震构造调查及基础探测等方面。中国地震灾害防御中心的具体职能如下：
- 承担全国地震灾害防御工作发展规划的调研，负责全国地震灾害防御业务的牵头及技术指导工作。
- 承担震灾预防重大工程项目的建议书、可行性研究报告、设计的编制和项目实施工作。
- 承担防震减灾法规及技术标准编制工作，负责地震标准化技术委员会秘书处日常工作。
- 承担地震安全性评价技术标准的编制、推广与应用工作。负责注册地震安全性评价工程师继续教育及技术指导工作。
- 承担大中城市及重点监视防御区地震构造调查、基础探测工作，承担大中城市和民居抗震能力评价和重大工程地震预警工作。
- 承担中国地震局宣教中心的职责。参与制订全国防震减灾科学普及、宣传教育规划及计划，参与策划和实施全国性重大宣传活动，负责科普宣传及创作活动的协调指导和培训，指导科普基地建设工作。
- 承担震害防御相关的科学研究及技术研发工作和国际合作项目。
- 完成中国地震局交办的其他工作。

## 机构
中国地震灾害防御中心下设14个工作部门，其中管理部门6个、业务部门7个、服务部门1个。震防中心机构设置情况如下：

| 职能部门 - 办公室（党委办公室、政策研究室） - 人力资源处 - 发展财务处 - 科技管理处 - 纪检监察审计室 - 离退休人员办公室 | 业务部门 - 基础探测技术部 - 震灾预防技术部 - 结构抗震技术部 - 地震计量检定技术部（地震计量中心） - 宣传教育部（中国地震局宣教中心） - 震鼎地震工程勘察院（工程地震技术部） - 北京香山地震综合试验台 | 服务部门 - 后勤保障部（物业管理部） 挂靠机构 - 中国灾害防御协会地震安全性评价专业委员会秘书处 - 中国地震协会普及工作委员会 |

## 业务
作为全国地震灾害防御与地震安全性评价主管单位，中国地震灾害防御中心自成立以来承担了国家自然科学基金、国家科技重大项目、地震科技专项、地震星火计划、北京市自然科学基金等科研项目30余项。该中心承担和参加了“复杂场地地震反应分析方法研究及工程应用程序开发”、“基于重力场的地震加速度计静态校准标准方法研究”、“地震危险区应急评估的建筑抗震性能简化评估方法研究”、“石英水平摆倾斜仪中CCD像点定位细分技术的应用研究”等多项国家级科研项目。同时亦主导和参与了“岷江断裂和虎牙断裂活动性鉴定、“临潭-宕昌断裂1:5万活动断层填图”、“海秀活动断层活动性鉴定”、“渭河盆地带南缘河流地貌对构造指示的差异性研究”、“柴达木南缘断裂活动性鉴定”、“怒江断裂（丁青－巴青段）活动性鉴定”等中国地震局专项地震地质项目。
震防中心还承担了电力、石化、铁路领域等国家重大建设工程地震安全性评价项目260余项，承担城市活动断层探测、地震小区划、震害预测等十余项。